# Gruppo dei narodovol'cy

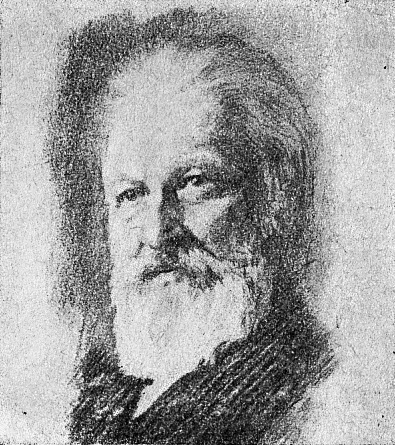
Michail Aleksandrov

Il Gruppo dei narodovol'cy (in russo, Группа народовольцев, Gruppa narodovol'cev), fu un'organizzazione rivoluzionaria russa che si richiamava alla scomparsa Narodnaja Volja accentuando però l'aspetto socialdemocratico dei propri obiettivi politici. Fu fondata a Pietroburgo nell'autunno del 1891 per iniziativa di alcuni giovani: Michail Aleksandrov (detto Ol'minskij), Nikolaj Meščerjakov e altri.
Nel gennaio del 1892 il gruppo organizzò una tipografia clandestina con la quale stampò due manifesti. Il primo di essi fu redatto, su richiesta dai giovani rivoluzionari, da Nikolaj Michajlovskij. Vi si richiedeva la convocazione di un'assemblea democraticamente eletta che affrontasse i gravi problemi dovuti alla carestia che allora imperversava nel paese. Il secondo manifesto era un invito a riprendere la lotta contro l'autocrazia attraverso la costituzione in tutte le città di circoli rivoluzionari uniti a un centro nazionale di coordinamento.

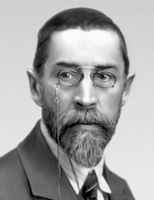
Nikolaj Meščerjakov

Il programma del gruppo, stampato nel febbraio del 1892, poneva l'obiettivo di una società socialista per il quale era necessario una preventiva propaganda presso gli operai, ritenuti i più idonei a comprendere l'utilità della lotta politica. Non eguale fiducia veniva invece riposta nella capacità di mobilitazione delle masse contadine, e nemmeno si enfatizzava la possibilità che le attuali comunità rurali - le obščiny - potessero costituire il punto di partenza di uno sviluppo in senso socialista della futura Russia.
Il gruppo riuscì a stabilire legami con organizzazioni affini presenti a Char'kov, a Mosca e a Rostov, e con il partito del Narodnoe Pravo (Народное Право, Diritto popolare), fondato da Mark Natanson e Osip Aptekman e attivo in molte città della Russia meridionale. In diversi quartieri di Pietroburgo il Gruppo dei narodovol'cy costituì circoli operai, diffondendovi il Volantino del Gruppo dei narodovol'cy (Летучий листок Группы народовольцев, Letučij listok Gruppy narodovol'cev). Il 1º aprile del 1894 fu stampato e diffuso il primo numero di un giornale appositamente dedicato agli operai.
L'attività del gruppo ebbe fine pochi giorni dopo, quando stava per pubblicare il secondo numero del suo giornale operaio: la scoperta, a Smolensk, della tipografia clandestina del Narodnoe Pravo e degli indirizzi delle organizzazioni collegate, permise alla polizia di risalire al gruppo dei narodovol'cy di Pietroburgo e di arrestare molti dei suoi membri.

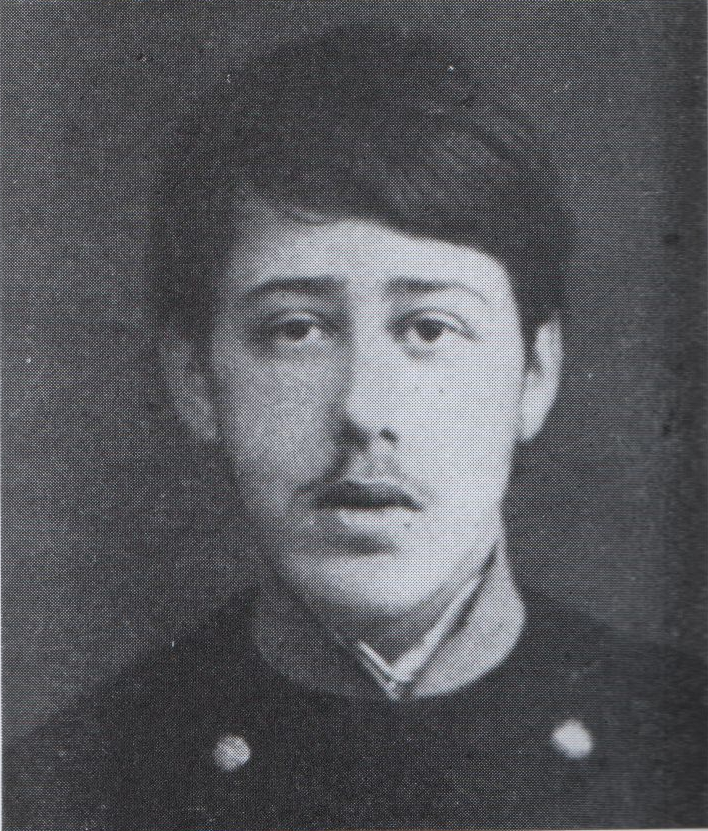
Julij Martov

Coloro che si sottrassero agli arresti continuarono l'attività illegale. Nell'aprile e nel dicembre del 1895 furono pubblicati altri due numeri del Volantino, nei quali l'impronta socialdemocratica del gruppo appariva ancora più accentuata che in passato, tanto da suscitare le proteste di un gruppo populista di Kiev. In novembre i narodovol'cy avevano già stabilito rapporti con la socialdemocratica Unione di lotta per l'emancipazione della classe operaia da poco fondata a Pietroburgo da Martov e Lenin, mettendo a disposizione di quest'ultima la loro tipografia clandestina. L'accordo avrebbe potuto consentire all'Unione di lotta di stampare a dicembre il primo numero del suo giornale, il « Rabočee Delo », ma la repressione della polizia si abbatté sulle due organizzazioni.
A dicembre fu smantellata l'Unione di lotta mentre il Gruppo dei narodovol'cy sopravvisse alla repressione fino al 24 giugno 1896, quando fu scoperta la tipografia clandestina, nascosta nel villaggio di Lachti, presso Pietroburgo. Nelle successive perquisizioni fu trovato un documento che illustrava i rapporti esistenti tra il gruppo e l'Unione di lotta. Vi si diceva che tra i loro due programmi non vi era nessuna differenza e l'attività di agitazione era condotta in comune, e pertanto l'unificazione delle due forze era « straordinariamente utile, in quanto rafforzava il movimento operaio ». I due gruppi avrebbero mantenuto le loro rispettive denominazioni, ma i fondi per gli operai sarebbero stati « versati nella cassa dell'Unione di lotta e le spese per tale scopo saranno comuni ».
Il rifiuto di una completa unificazione era stato motivato dal fatto che essi, in quanto « continuatori dell'attività di Narodnaja Volja, non potevano ignorare l'esperienza dei predecessori », che era « una preziosa eredità » e loro « dovere e obbligo utilizzare saggiamente ». Un elemento ideologico di tale eredità era il concetto di classe operaia che, diversamente dai socialdemocratici, comprendeva « tutta la massa sfruttata della popolazione », e dunque anche i contadini.